# 森田一義アワー 笑っていいとも!
『森田一義アワー 笑っていいとも!』（もりたかずよしアワー わらっていいとも）は、フジテレビ系列で1982年（昭和57年）10月4日から2014年（平成26年）3月31日まで、毎週平日（月曜日から金曜日まで）の12:00 - 13:00（JST）に生放送されていた帯バラエティ番組。
通称は『笑っていいとも!』、略称は『いいとも!』。スタジオアルタから一般観客を入れて毎日生放送を行っていた。モノラル放送（モノステレオ放送）、ハイビジョン制作（2005年7月25日放送分から）を実施していた。
森田一義（以下「タモリ」と表記）の冠番組であるが、他の番組とは違い、番組名通り基本的に「森田一義」名義であり、そのようにテロップも出ていたが、番組内では「タモリさん」「タモさん」と呼ばれていた。タモリが司会を務める番組の中ではテレビ朝日系列『タモリ倶楽部』 に次ぐ長寿番組。2014年3月31日の通常放送最終回、および同日ゴールデンタイム・プライムタイム枠の『グランドフィナーレ 感謝の超特大号』と題した生放送特別番組で31年半の歴史に幕を下ろした。

## 概要
1982年10月4日、スタジオアルタからの生放送を行っていた帯バラエティ番組『笑ってる場合ですよ!』の後継番組として放送開始。また、1982年10月24日（日曜日）には、『もう一度笑ってる場合ですよ!』の後継番組として派生番組の『笑っていいとも!増刊号』が放送を開始した。フジテレビ系列局がない地域においては、他系列局で遅れネットも実施された。
他に派生番組として、年末年始の生放送特別番組『笑っていいとも!特大号』、夏の生放送大型特別番組『FNS27時間テレビ』内で日曜日の午前から午後の昼の時間帯（10:30頃 - 12:30頃）に掛けて行われた『笑っていいとも!増刊号 生スペシャル』、番組改編時期（春3月・秋10月）に放送されていた特別番組『笑っていいとも!春・秋の祭典スペシャル』・『笑っていいとも!新春祭』・『夜の笑っていいとも!春・秋のドラマ特大号』が放送されていた。2012年夏には、当番組が放送開始30周年目に因んで当番組をベースとした『FNS27時間テレビ 笑っていいとも! 真夏の超団結特大号!! 徹夜でがんばっちゃってもいいかな?』が放送された。
当時の人気お笑いタレントが勢揃いしていた『笑ってる場合ですよ!』の後を受けて、当時深夜色の強いタレントだったタモリを総合司会に起用した。『笑ってる場合ですよ!』に比べて視聴率的に苦戦することは十分予想でき、タモリ自身も3か月から半年での終了を予期していたが、番組放送開始から半年も経たないうちに視聴率が上昇し、同時間帯（月 - 金曜12時台）の年間平均視聴率では、1989年の統計開始から2013年までの25年間連続で民放横並び首位を獲得した。「楽しくなければお昼じゃない!」（当時のフジテレビのキャッチフレーズ「楽しくなければテレビじゃない!」のもじり）のコンセプトで、タモリといいとも青年隊を軸として、月曜日から金曜日の各曜日レギュラー陣を始めとし、日替わりコーナーゲストに毎回「テレフォンゲスト」を1組招いてタモリとトークを展開する「テレフォンショッキング」「各曜日日替わりコーナー」「曜日対抗いいともCUP」などのコーナーを主に放送していた。
末期には『ヒルナンデス!』（日本テレビ）や『ひるおび!』（TBS）に視聴率で超されることが多くなった。そのため、2013年4月からは40歳以上の主婦を狙った内容への転換が図られたが、タモリは「目先の視聴者を意識すると、本来の視聴者を失うことになる」と主張した。しかし、スタッフはタモリの意見を無視。その結果、新コーナーにタモリが出演しないなど、番組改革とタモリとの不和が報じられていた。そして、2013年10月22日放送の終盤にて、2014年3月31日をもって番組が終了することが発表された。
本番組の放送期間は31年6か月だった。これは2025年7月現在において、フジテレビ系列の帯番組最長記録となった。お笑い評論家のラリー遠田は、いいともの終わり（最終回）は「テレビ自体の最終回」であり、数千万人規模の大衆がそれだけを求め、心を奪われ、酔いしれる、華やかでにぎやかな「祝祭」としてのテレビの終焉と評している。

## 出演者
総合司会
・森田一義（タモリ）
アシスタント
・歴代いいとも青年隊
出演者
・曜日別レギュラー、テレフォンアナウンサーほか

## 番組の流れ
基本的に、オープニング → 日替わりコーナー① → テレフォンショッキング → 日替わりコーナー② → 日替わりコーナー③ → 曜日対抗いいともCUP → エンディング。または、オープニング → 日替わりコーナー① → 日替わりコーナー② → テレフォンショッキング→ 日替わりコーナー③ → 曜日対抗いいともCUP → エンディングという流れで生放送を行っていた。
1998年10月より本番組開始前（11:57:15 - 11:57:30）に一部地域を除いて、クロスプログラム（番組宣伝）を生放送していた。

### オープニング
いいとも青年隊による番組テーマ曲「ウキウキWATCHING」の歌とダンスにより放送開始し、番組開始当初から2000年2月29日まではタモリが歌いながら登場していた（2000年2月25日までは歌の途中あるいは歌唱後のトーク中に「新宿情報ビルアルタより生放送」のテロップと遅れネットを含むネット局のロールテロップが流れていた）。1984年からはタモリが「ご機嫌斜めはまっすぐに」や「笑っていいともウキウキwatching」の後に「イェイ!」や「今日もいいかな？」と煽って観客にレスポンスさせていた。
84年秋ごろから一時期2番の歌詞を一部取り入れ、85年の2代目から4代目青年隊までは完全オリジナルの歌詞で歌唱した。歌詞起こしやレコード化もされていないなど、いくつかのパターンがある。タモリが夏休みなどで欠席した場合も各曜日レギュラー陣が同様に歌いながら登場していた。
2000年3月1日以降は後述するタモリの意向もあり、タモリの歌唱部分は省略となり、タモリが登場すると観客の拍手を収める芸 をするようになった。
その後、放送開始から1994年9月まではCMまでの約1分間、タモリのみのオープニングトークや各曜日レギュラー陣登場からのオープニングトークを行い、そのまま提供クレジット、CMに入っていた。1994年10月以降は各曜日レギュラー陣登場後、オープニングコーナーを挟んでから提供クレジット、CMという構成になった。なお、レギュラー陣登場時には1組ずつ名前テロップが入って紹介されていた（2000年3月放送分は青年隊、2000年4月から一時期はテレフォンアナウンサーも同等に名前テロップ付きで紹介されていた）。いずれの場合もCM前にタモリが「それじゃあ、今日もそろそろいってもいいかな?」とコールし、全員で拳をあげながら「いいとも!」 と言って提供クレジット（一部地域除く、初期は提供部分を差し替えるためこのコールが聞けない局もあった）が表示されていた。タモリとレギュラー陣はジングル終わりに合わせて一礼していた。
2014年3月31日の最終回では、タモリが歌唱しながら登場する形式が通常のレギュラー放送としては14年ぶりにとられた。また、「グランドフィナーレ 感謝の超特大号」では初代セットおよび振付が再現された。
1988年の昭和天皇病状悪化時には、それに配慮した歌舞音曲自粛のムードを受け、『ウキウキWATCHING』の歌を取りやめ、穏和なBGMが数秒流れてからタモリが挨拶し、その後出演者が軽めのフリートークを行ってから（スタジオはすでにテレフォンショッキングのセットが出来上がっている状態だった）テレフォンアナウンサーを呼び込み、タモリが「それでは今日もよろしくお願いします」と言ったのに続き提供クレジットを挟んでCM入りしていた。「いいとも!」のコールもこの間は廃止していた。
2001年11月5日から14日にタモリが欠席した際もテレフォンショッキングのセットが出来上がった状態でスタートしていたが、この時はオープニング自体が無く、正午の時報とともにいきなりテレフォンショッキングが始まる形式を取り（冒頭でタイトルCGは流された）、ゲストとのトークの途中で提供・CMを入れていた。この時も「いいとも!」のコールは廃止していた。ただし、欠席初日の5日に関してはいつものようにオープニングを行い、タモリではなく月曜レギュラー全員が中央から登場した後、タモリが負傷した事、当面欠席し番組は各曜日レギュラーのみで放送する旨が伝えられた。

### 日替わりコーナー
当番組の特徴として、一般人・視聴者が出演者（芸能人や著名人）と共に参加する視聴者参加型コーナーが、番組開始当初から長く続いていたことがあげられる。
生放送のため、テレフォンショッキングや番組後半の日替わりコーナー2本目が長引いた場合、日替わりコーナー3本目を休止または短縮してそのままエンディングになることがある。通常、当日にオーディションを行う視聴者が出演・参加をする日替わりコーナーを優先するが、日替わりコーナーが2本とも視聴者出演の日替わりコーナーだった場合や、報道などの事情で事前オーディションに受かって出演予定となっていた視聴者が出演できなかった例もある。
番組開始初期から続いたトークコーナーの『テレフォンショッキング』は、毎回ゲストを当番組に招いてタモリとトークをするコーナーで、エンディングでは、週替わりの様々なゲームに各曜日レギュラー陣が挑戦し、曜日チーム同士の対抗戦で成績を争う 企画があった。このコーナーは『爆笑オールスター・タモリンピック』→『曜日対抗 いいとも!選手権』→『曜日対抗いいともCUP』と名称を変えながら、断続的に行われた（なお、一週間を通しての放送がない年末年始には放送されなかった）。
日替わりゲストにはテレフォンショッキングに1組（以下テレフォンゲスト）、日替わりコーナーに宣伝や番宣を兼ねて1組から2組出演していた。多岐多彩な分野の人物が出演しており、現役の内閣総理大臣が出演したこともあった。小渕恵三や小泉純一郎が生放送中に電話出演したほか、2014年にはテレフォンゲストとして安倍晋三が生出演している。また、日本を訪れている外国の著名人が生出演することも多かった。

### エンディング
曜日レギュラーやゲスト、またはエンディングに告知をする為に登場するゲストを招き入れて告知・番宣をしたり、コーナー募集をしたり、告知が無い場合は当日の放送内容を振り返ったりした後、タモリが「それじゃあまた、明日も見てくれるかな?」 と呼びかけ、観客・出演者全員が拳をあげながら「いいとも!」と言う流れで終わる形式だった。なお、観客が拳をあげながら言うようになったのは1990年代に入ってからで、それまではただコールするのみだった。
エンディングBGMは、当初から一貫してオープニングとは異なるアレンジの「ウキウキWATCHING」のインストだったが、昭和天皇病状悪化の時期はオープニングと同じ別のBGMでエンディングとなり、最後の流れも行われずタモリが「それではまた明日（来週）です」と挨拶し番組を終えていた。
1996年まではその後に一旦CMを挟んで、タモリやレギュラー陣が騒いでいる放送終了後のスタジオの様子（通称「偽善カット」。1990年12月までは後枠の『ライオンのいただきます』へのセット替えをしながら）をバックに提供クレジット、さらに再びCMを挟んでアルタ前の様子をバックに翌日（金曜は増刊号ではなく翌週月曜日）の予告テロップを表示していた。
1991年1月から、番組生放送終了後の約30分間は、タモリを始めとするレギュラー陣がファンサービスも兼ねてスタジオ舞台上でトークを繰り広げた。その模様の一部は『笑っていいとも!増刊号』で「放送終了後のお楽しみ」として放送されていた。増刊号の特別企画でもある「増刊号スペシャル」「いいとも!ファンクラブ通信」「森田一義アワー 座っていいとも!」「いいとも!スピンオフトーク」「いいとも!5DAYS」など複数の企画が行われていた。

## コーナー・企画
2002年12月24日時点で、本番組では延べ8120超のコーナーが生まれたが、番組開始から続いているのは「テレフォンショッキング」だけであった。
- テレフォンショッキング
- 曜日対抗いいともCUP
- 出たいドル!
- 発表!知らなきゃイケない!?最新ワード展覧会
- 知ってるハイスクール

## 特記事項

### タイトルロゴ
番組のタイトルロゴは、下記のとおりのデザインとなっており、番組開始から最終回まで基本的な形に変化はなかった。
- 上部に『森田一義アワー』
- 旗の中に『笑って』
- 下部に大きく『いいとも!』
- 「!」の下部は星状になっており、2番目の「い」まで伸びている。

高柳義信のデザインで「笑って」とガイドするイメージの旗に対して右上がりで跳ね上がり勢いを持たせた「いいとも!」の字体で同意と共にはじける元気さやポジティブさを表現し、また感嘆符には真昼の太陽の輝きのイメージを持たせる形としていた。オープニング3DCGでは「笑って」の旗にはためく動きが加えられていた。
2001年4月以降、『笑って』の書体を変更したデザインが、一部のセットやテロップで使われるようになった。また、ロゴの配色は基本的に赤一色だが、時期によっては、オープニングタイトルやスタジオセットなどで、赤以外の配色をしたこともある。2011年10月以降は、青・黄・緑など多色にリニューアルされたデザインがメインに用いられた（上部の画像リンクを参照）。

### 放送時間の変遷
| 放送期間  | 放送期間  | 放送時間 (JST) | 放送分数 |
| --------- | --------- | -------------- | -------- |
| 1982.10.4 | 1984.3.30 | 12:00 - 12:55  | 55分     |
| 1984.4.2  | 2014.3.31 | 12:00 - 13:00  | 60分     |

### 記念回
- 1982年10月04日 - 第1回
- 1983年02月21日 - 第100回
- 1984年09月04日 - 第500回
- 1986年08月14日 - 第1000回
- 1990年07月09日 - 第2000回
- 1994年06月02日 - 第3000回
- 1998年05月11日 - 第4000回
- 2002年04月05日 - 第5000回
- 2006年03月07日 - 第6000回
- 2010年02月04日 - 第7000回
- 2013年02月26日 - 第7777回
- 2014年01月14日 - 第8000回
- 2014年03月31日 - 第8054回（最終回）

※ 出典（フジテレビ公式サイト）

### ギネス世界記録に認定
- 2002年4月5日、放送開始5,000回を達成。タモリが単独司会者による生放送の長寿記録として、2003年版のギネス世界記録に認定され、2015年現在においても掲載されている（番組自体が申請した）[9][10][11]。
- 2014年3月31日（最終回）では、放送開始通算8,054回という放送回数により、タモリが「生放送バラエティー番組 単独司会最多記録」（記録更新＝8001回[12]）、当番組が「生放送バラエティー番組放送回数最多記録」にそれぞれ認定され、番組エンディング内で認定式が行われた[13][注 11]。

### タモリの休暇・不在時の対応
タモリの主な休暇・不在年月日は、
- 船舶免許を取得する時（1994年12月6日、1995年2月2日）
- ゴルフのプレー中に起こった事故による時（2001年11月）
- 体内検診（白内障の手術）を行うため（2009年7月）

などのほか、かつてはタモリが司会を務めていた深夜バラエティ番組『今夜は最高!』（日本テレビ）の日本国外ロケを兼ねて、1983年から1992年までの10年間は、毎年定期的に夏休みをとっていた。
1985年から1988年の4年間、タモリは正月休暇をとっており、期間中は笑福亭鶴瓶、明石家さんま、関根勤、片岡鶴太郎、所ジョージなど、各曜日レギュラーの代表（リーダー）が代理総合司会を担当していた。
タモリのゴルフプレー中に起きた怪我による欠席時（2001年11月5日 - 14日）は、各曜日レギュラー陣が協力して番組を進行していた。
2009年7月10日放送分のエンディングで、平井理央（フジテレビアナウンサー、当時金曜日担当）から、タモリが精密検査（人間ドック）を行うため、一週間休養することを発表した。その中で検査とともに白内障の手術も行うことをタモリが自ら語った。タモリが休養の期間は代役総合司会を立てず、各曜日レギュラー陣が臨時で総合司会・進行を務めた。
1984年10月12日（金曜日）の放送では「タモリが前日仕事のために奈良に行って、当日の放送時間までに帰ってこられなくなった」という設定で、さんまにオープニングの代役を頼み、リハーサルまで行うというドッキリを仕掛けたことがある。実際には本番開始時にタモリは観客席の最前列に座っており、さんまがオープニングテーマを歌い始めた直後にステージに上がってきて主役を奪い取り、思いっきりズッコケさせた。
1986年9月5日（金曜日）の放送ではタモリより先にビートたけしが乱入。たけしが歌や煽りを行うなどやりたい放題を繰り返す途中にタモリが登場。半熟隊がいつも通りにこなす中で「何やってんの？」「いや・・・B&Bですけど。『笑ってる場合ですよ!』?」などとやりとり。曲終わりでさんまが登場し、（たけし）「いや、面目ない」（さんま）「『ひょうきん』来んと『いいとも』来てんのかいな」（たけし）「『ひょうきん』のとき寝坊しちゃって」（タモリ）「なんでひょうきん族寝坊してこれだけちゃんと来んの？」とトークした。いわゆるお笑いビッグ3のそろい踏みの瞬間でもあるが、まだ当時はあまりこの3人が「BIG3」と言われていなかった時代のことであり、当時は年に1、2回はほぼ必ずBIG3の共演が番組で実現していた。
2013年7月1日放送分から一時、タモリが各曜日日替わりコーナーを1コーナー（オープニングコーナー）とテレフォンショッキングしか出演しないという形状になったが、2014年1月6日放送分から番組終了までは、全てのコーナーに出演する形に戻った。

### 視聴率
1982年10月4日の第1回放送における視聴率（ビデオリサーチ調べ、関東地区・世帯・リアルタイム。以下特記なき場合は省略）は4.5%。
2014年3月31日放送の昼の通常放送の最終回の平均視聴率は16.3%（2005年10月10日の16.6%以来の高数字）、瞬間最高視聴率は12:45の18.4%を記録。同日夜の『グランドフィナーレ 感謝の超特大号』の平均視聴率は28.1%（瞬間最高視聴率は23:10の33.4%)を記録し、有終の美を飾った。
全8,054回放送の番組平均視聴率は11.5%。最高視聴率は1988年4月29日の27.9%。最低視聴率は1982年10月15日の2.8%。
関東地区における同時間帯（12時台）の年間平均視聴率では、1989年の統計開始から2013年までの25年連続で、民放放送横並び首位を獲得しており、人気長寿番組帯・バラエティ番組へと発展した。

## 番組の歴史

### 1980年代
- 前番組の帯バラエティ番組『笑ってる場合ですよ!』の後番組として、日本の「お昼の顔の番組」をコンセプトに、第1回（1982年10月4日）に当番組が放送スタート。総合司会者としてタモリが就任した。
  - 佐藤義和はインタビューで、起用の理由を「『笑ってる場合ですよ!』はすごい子供に受ける番組になっていたから、笑いの質が違うじゃないですか。だからお客さんを18歳未満お断りにして、大人の知的な笑いを提供しようと。そのとき、知的な笑いって誰だろうと考えたとき、タモリしかいなかったんです」と回想。また、本名の森田一義名義にしたのは「僕のエクスキューズとしては、「これはタモリでやるんじゃなくて、森田一義を演じて下さい」ということで、あえて『森田一義アワー』を入れたんですよ。それまでのオールバックでレイバンのサングラスのタモリでなくて、色の薄いサングラスの、アイビースタイルのおじさんを演じてくださいって。結局発注したメガネは放送開始に間にあわなかったから、1か月遅れくらいで色の薄いサングラスになりましたね。」（実際は、オールバックではなく真ん中分け、色の薄いサングラスの導入は、後述の通り1か月遅れではなく2週目から）と述べている。その構想通り、放送初期のタモリは七三分けに色の薄い茶色系レンズのサングラス、アイビールックという姿だった。1984年頃からは服装はセーターとシャツに変わり、80年代末期にはスーツ、またはワイシャツにセーターのスタイルが終了まで固定された。当番組限定の七三分けの髪型は、後述の1990年7月のヨットでの事故まで続いた[21]。
  - 当初の曜日レギュラーは、金田一春彦など横澤彪のインテリ趣味が反映されたものだった[22]。
  - なお、総合司会者の候補には、タモリの他にビートたけし、明石家さんま（共に『笑ってる場合ですよ!』のレギュラー）の名前が挙がっていたことを、2012年10月1日放送分と2014年3月31日のテレフォンショッキングに出演したたけしが明かしている[23]。また小松政夫には、タモリと二人で司会をというオファーがあった（小松とタモリは同じ福岡県出身で親交もあった）が、当時ゴルフに熱中していた小松は「（平日毎日の生放送に出演していたら）ゴルフに行けなくなっちゃう」として断ったことを自著で明かしている[24]。
  - 曜日レギュラーのキャスティングは、結果的に一部レギュラーを除いてにはなったものの「『笑ってる場合ですよ!』のレギュラーを一切続投させない」という暗黙の前提が敷かれ、漫才師を一組もキャスティングせず小劇場の俳優が曜日レギュラーに抜擢された[25]。
  - 記念すべき初回の日替わりコーナーは「タモリの世界の料理」と「ふんいき劇場タモリ+1」、「タモリの試食の部屋」の3つで、「世界の料理」は料理が得意であるタモリが毎回違うシェフ講師に扮して世界各国の料理に挑戦する企画で、初回はフランス料理だった。「ふんいき劇場」は曜日レギュラーとタモリがコントを演じるもので作りこんだ笑いだったが、観客には全く受けなかったといい[26]、間もなく「ふんいきカモカモ」にリニューアルされている。「試食の部屋」は「世界の料理」で作った料理を試食しながらタモリが視聴者からのハガキを紹介するコーナー。全期間に渡り行われたテレフォンショッキングは番組開始時の構成では最後のコーナーだった（初回は「世界の料理」が最初に放送）。
  - 過去にエンディング終了後に翌日（金曜日の場合は翌週月曜日または『増刊号』）の番組内容を紹介する5秒の予告があったが、1987年に一旦廃止 → 1988年 - 1996年まで復活 → 2004年に再び復活し、最終回前の2014年3月28日まで表示された。
  - 開始時のネット局数は22局（そのうちFNSフルネット局は18局、クロスネット局は4局）だった。
- 1982年10月11日、タモリが薄い色のサングラスを変更。このサングラスは、1990年7月23日まで着用された[27]。
- 1982年10月15日、番組史上最低視聴率の2.8パーセントを記録した（ビデオリサーチ調べ、関東地区・世帯・リアルタイム）。なお、この日に出演したテレフォンゲストは三波豊和[28]。
- 1983年1月17日、この日よりタモリがオープニングで登場する後ろの階段のセットに左右相対の虹色の置物が設置され、天井のオブジェにも『笑っていいとも!』のロゴ看板が取り付けられた[注 13]。その後ロゴ看板と左右相対の置物の種類がセットリニューアルに伴い変更されるものの番組最終回まで設置された。
- 1983年6月26日、本番組をベースにしたFNN選挙特別番組『タモリのセンキョでいいとも!』を22:00から翌日00:00に渡って生放送。司会はタモリと前枠番組『FNNニュースレポート11:30』の頼近美津子が担当。
- 1983年7月11日、当時フジテレビ系列・日本テレビ系列のクロスネットだったテレビ長崎[注 14] で放送を開始（時差ネット）。
- 1983年9月26日、日本テレビ系列のテレビ岩手で放送を開始（時差ネット）。
- 1983年10月3日、新潟総合テレビ[注 15]、福島テレビ[注 16] にて放送を開始。また、TBS系列の青森テレビ[29] もこの日から時差ネット (16:00 - ) 開始。
- 1983年10月、当時TBS系列・フジテレビ系列のクロスネットだったテレビ山口[注 17] で放送を開始（時差ネット）。
- 1983年12月1日、この日のテレフォンショッキングのゲストは佳山明生だったが、ゲストが登場する前に突如として一般人の男性が乱入。タモリは冷静に男性に話しかけるがスタジオ内は不穏な空気に包まれる。やがて番組スタッフが男性を強制的に退場させるが、その時の男性の行動なのかスタジオは悲鳴の嵐となる（カメラはタモリや観覧席を映し、男性は映らないよう考慮していた）。男性は「芥川賞の選考結果」について述べるために乱入したそうで、これ以降スタジオの警備が一層厳正化された。
- 1984年1月、「『笑っていいとも!』3月で打ち切り」と一部スポーツ新聞などで報道されるが、2月に番組続行が発表される[30]。
- 1984年2月13日、明石家さんまがテレフォンショッキングのゲストとして番組初登場（斉藤慶子からの紹介）。「タモリの世界の料理」にも引き続き出演し、料理の助手を担当した。この日はフィンランド料理のミルクスープを作ることになっていたが、料理を作るのに時間がかかった挙句、エンディングで「いいとも!」のコールの後、CMに切り替わる寸前にさんまが手をミルクスープの入っていた鍋にぶつけて鍋を床に落としてしまう。幸いにも落とした鍋は温める前の具を入れた段階のもので、料理自体はあらかじめ温めたものに差し替えられていたため問題なく完成したが、CMに入った途端に会場から懺悔コールを浴びたさんまは翌々日の『オレたちひょうきん族』の収録の際、「ひょうきん懺悔室」にて×となり水を被ることとなった。なお、翌日のテレフォンゲストには当時タモリが「嫌い」などと批判していた当時オフコースの小田和正を紹介している。その後、さんまは4月から金曜レギュラーに就任。「わが街わが家わが自慢」、「さんまのおもろない夫婦」という日替わりコーナーの進行役を短期間務めた後、降板する1995年9月までの約12年半、タモリとの雑談トークコーナーがロングランとなる。
- 1984年4月2日、TBS系列の大分放送での放送を開始（時差ネット）。
  - 同時に、ネット局数が29局となり、同時間帯における放送地域数並びに放送局数（遅れネット局も含む）の最多の番組では、この日から系列外ネットが消滅した『テレビ小説』（旧：『ポーラテレビ小説』）を上回ることになった。その後も終了に至るまで本番組は同時間帯の放送地域数並びに放送局数（遅れネット局も含む）では最多の番組だった。
- 1984年10月1日、本番組の直後の13時台前半に引き続きスタジオアルタから生放送される小堺一機司会のトークバラエティ『ライオンのいただきます』（以下、『いただきます』）が開始。『いいとも!』とは出演者やゲストが流れで飛び入り出演したり、度々連動での公開生放送も行われた。アルタからの生放送は1990年12月まで行われ、1991年からは別スタジオからの収録形式に切り替えた『ライオンのごきげんよう』（以下、『ごきげんよう』）にリニューアルされるが、長年に渡り『いいとも!』と共にフジテレビのお昼の顔を担う事となる。
  - 『いただきます』『ごきげんよう』に携わった三宅恵介は、『テレフォンショッキング』に有吉佐和子や黒柳徹子がゲストで来た際に延々と喋り続けたハプニングが、当時編成部長だった村上光一（のちにフジテレビ社長）の「『いいとも!』の笑いのエネルギーをつなげて、30分のバラエティーができないか」という考えと合致して「おばさまとのトーク」を主軸にした『いただきます』立ち上げに繋がったきっかけとしている[31]。
- 1985年1月11日 、テレフォンショッキングに、この日のゲストの原田伸郎ではなくビートたけしが冒頭サプライズで乱入。この週はタモリが正月休暇のため、さんまが司会を代行。サプライズで登場するため緑のコートに顔を隠すようにセミロングのウィッグと髭を被って扮装し、誰なのか全く分からない状態で登場したため、さんまや観客も一時騒然になった。また、この前日の1月10日のエンディングでは、『オレたちひょうきん族』の出張懺悔室が登場。1月9日のエンディングで「また明日も見てくれるかな?」と言うべきところを「また来週も見てくれるかな?」と言ってしまった罪を償うためで、結局×となりさんまが水を被ることとなった。
- 1985年10月、日本テレビ系列の山梨放送で放送を開始（時差ネット）。
- 1986年3月31日、日本テレビ系列の四国放送での放送を開始（時差ネット）。ネット局数が最大の31局となる。
- 1986年5月12日、愛媛県松山市の愛媛県民文化会館から生放送[32]。後続番組の『いただきます』と合同で90分全編愛媛からの放送となった（テレビ愛媛（当時の社名は愛媛放送）が制作協力）。
- 1986年8月14日、放送1,000回達成。特別ゲストに忌野清志郎が登場し、1,000回を祝う自作の曲を披露。
- 1987年3月30日、日本テレビ系列の高知放送での放送を開始（時差ネット）。前週の3月27日限りで四国放送のネットが打ち切られたため、ネット局数は31局を維持。
- 1987年7月31日、同年7月18日から8月30日まで開催されていたフジサンケイグループ主催のイベント『コミュニケーションカーニバル 夢工場'87』の東京会場（東京国際見本市会場）から『いただきます』と合同で90分全編生放送された。当日は会場の特設ステージにスタジオアルタで使用している通常放送のセットを組み立てて放送された。なお、フジサンケイグループ主催のイベント会場での公開生放送はこの時以外にも『国際スポーツフェア』『LIVE UFO』（国立代々木競技場近辺）の会場で行われた事がある。
- 1987年10月5日、2代目プロデューサー（当時は「チーフプロデューサー」という肩書きはなかった）に佐藤義和が就任し、番組が大幅にリニューアルされた。番組ディレクターの小林豊が「ブッチャー小林」として担当していた「テレフォンディレクター」に代わり、テレフォンオペレーターをフジテレビアナウンサーが担当する「テレフォンアナウンサー」を導入し、番組終了まで、約27年間担当アナウンサーが何代も入れ替わりながらも続いた。セット変更（1回目・1989年に2回マイナーチェンジ）。
- 1988年4月29日、この日は当時は天皇誕生日で、番組史上最高視聴率の27.9%を記録（ビデオリサーチ調べ、関東地区・世帯・リアルタイム）。なお、この日のテレフォンゲストは田原俊彦。
- 1988年8月8日[注 18]、この日より『テレフォンショッキング』専用の電話機がプッシュホンからコードレスに変更。その後コードレスの種類が変更されるものの番組最終回まで使用された。
- 1988年11月21日、東海テレビの開局30周年を記念して名古屋市のテレピアホール（同月17日開業）から公開生放送が行われた[33]。
- 1989年1月9日 - 13日、昭和天皇の崩御（7日）に関連し、通常放送は中止。過去のテレフォンショッキングの総集編からなる代替番組『友達の輪スペシャル』として放送[注 19]。この間、過去のVTRを除いてタモリなどの出演者は一切登場せず、フジテレビの男性アナウンサーのみで進行。なお、この週のテレビ欄の当番組部分は、番組内容は空白でタイトルのみが記載されていた[34]。その後、15日は『増刊号』を通常通り放送し、翌16日から病状悪化前の通常編成に戻った。なお、9日に村上弘明の紹介で『テレフォンショッキング』に出演予定だった川上麻衣子の出演も16日に延期された。

- 1989年5月19日、司会のタモリが当時は実話とされていた『一杯のかけそば』を批判したことがきっかけで『一杯のかけそば』ブームが終焉に向かう（詳細はこちらを参照）。
- 1989年9月18日、当番組は司会のタモリの出身地である福岡市のイムズホールから生放送。テレビ西日本が制作協力に就き、テレフォンアナウンサーに同局の田久保尚英が起用された。前回の松山とは異なり『いただきます』は東京に残り、アルタから生放送された。

### 1990年代
- 1990年1月4日・5日、『笑っていいとも!新春号』のタイトルでハワイから生放送を行う。海外からの生放送は史上初だった[注 20][35]。
- 1990年3月30日、テレビ岩手での放送が終了。岩手県ではその後岩手めんこいテレビの開局まで未ネット状態になる。
- 1990年4月4日、曜日対抗企画「爆笑オールスター・タモリンピック」がスタート。
- 1990年7月9日、放送2,000回達成。達成を記念し、オープニングにて全曜日のレギュラー陣が扮装（番組内で前世占い師に占ってもらった前世を基に扮装。この占い師は番組終了直前に『増刊号』の企画で再登場している）して登場した。番組後半コーナー「WELL TALK」が放送終了までに収まりきらず、13時に後続の『いただきます』が始まってもそのまま続行。スタンバイしていた小堺一機も乱入して結果冒頭約10分間にわたり延長。タモリやレギュラー陣が退出して13時12分にようやく『いただきます』本編がスタートした。
- 1990年7月22日・23日、前々日の21日にタモリがプライベートでヨットの柱に額をぶつけ4針縫う怪我を負った事故を受け、22日の『FNSスーパースペシャル1億人のテレビ夢列島'90』の中で放送した『増刊号スペシャル』と翌23日のレギュラー放送にて、額の一部に絆創膏をつけて登場した。タモリは、事故前日の20日まで、いいともに出演している。
また、22日の放送から、いいとも出演時限定の七三分け、また、それ以外でトレードマークだった整髪料で固めた真ん中分けのヘアースタイルを、事故を機にオールバックへ変更した[27][注 21]。一方サングラスは、23日のみ従来の茶色系レンズを着用したが、前日の22日と翌日の24日からは黒色系レンズに変更された[27][注 22][注 23]。
- 1990年10月1日、テレビ長崎での放送が時差ネットから同時ネットに変更。セットを変更（2回目）。
- 1990年11月28日、タモリがサングラスを再び茶色系サングラスに変更する[注 24]。
- 1991年4月1日、岩手めんこいテレビの開局により岩手県にて1年ぶりにネット再開。
- 1993年3月31日、テレビ朝日系列へのネットチェンジにより山形テレビでの放送が終了。山形県ではその後さくらんぼテレビの開局まで未ネット状態になる。
- 1993年5月20日、テレフォンショッキング（テレフォンゲスト：鈴木杏樹）実施中にゲストの鈴木が「おとといから緊張してました」とあまりの緊張から口走ってしまう。放送当日の同年5月20日は木曜日であり前日水曜日はいいともが放送されていたため本来は おととい ではなく きのう と発言するはずであり、タモリは一瞬慌てて「そんなことない!」とフォローしていた。
- 1993年10月1日、大分県での放送が大分放送での時差ネットからテレビ大分での同時ネットに変更[注 25]。同時にFNS全局ネット化達成。出演者の名前テロップが手書き調から丸ゴシック体[注 26]に変更[注 27]。「爆笑オールスター・タモリンピック」が終了。曜日対抗企画は一旦廃止され、「今日の反省会」（1993年9月 - 1994年3月）、「いいとも!一言人生相談」（1994年3月 - 9月）、「勝手にハッピーバースデー!!」（1994年10月 - 1995年9月）など違う企画にコーナーが変更されながら、曜日横断企画が行われた。
- 1994年1月、当時水曜日に行われた「しけた顔なおします」にて、顔相学の藤木相元により運勢を上げる顔相をマジックで書かれた浜田幸一が大ブチ切れした。
- 1994年5月30日 - 6月3日、1週間通し企画として、各曜日日替わりコーナー3,000回突入記念と冠したスペシャル企画を連日に渡り放送。当時のレギュラー陣による記念歌「We Are The いいとも!」（「We Are The World」の替え歌）を制作し全員で歌う。6月2日放送分の放送回数3000回当日には番組内で、タモリ金像除幕式が行われた。
- 1994年10月3日、セットを変更（3回目）。
- 1995年1月17日、阪神・淡路大震災をうけて、20日まで報道特番のため休止。22日の「増刊号」は名場面リクエストを放送。
- 1995年10月2日、プロデューサーに荒井昭博が就任し、大幅にリニューアルする。出演者の名前テロップが丸ゴシック体から、デザインも一新されて青地に明朝体（JTCウィンM）に変更。同時にオープニングロゴが画面外からロゴが出現生成される3DCG方式に移行。更に勝手にハッピーバースデー!!に代わる新コーナー「曜日対抗!いいとも選手権」がスタート。セットを変更（5回目）。
- 1996年3月6日、タモリが、再び他の出演番組と同じ黒色系サングラスに変更する[36]。
- 1996年9月13日、敬老の日の直前ということで番組観覧者全員が老人であった。
- 1996年10月25日、テレフォンショッキング（テレフォンゲスト：和田アキ子）実施中に関東地方で震度3（当時の階級による）の地震が発生し、観客がそれを指摘しタモリ・和田両者とも一瞬、「え?マジ?」と驚いたがタモリが「和田さんが動いたんだよ」とネタにし、その後和田が「私が出るときなんで地震だよ!」と（もちろんネタとして）笑顔で指摘し、騒然な空気となっていたスタジオアルタの会場が一気に和やかな空気になり爆笑と拍手が湧き上がっていた。
- 1996年9月27日、高知放送での放送が終了。高知県ではその後、高知さんさんテレビの開局まで未ネット状態になる。この日をもって番組エンディング終了後CMをはさんだ後の提供クレジット・翌日または来週月曜日の次回予告が廃止。提供クレジットは全て番組エンディング前となる。
- 1996年9月30日、番組のロゴ・出演者の名前以外にも画面に固定テロップが表示される（表記は「CMの後はテレフォンショッキング」など）。
- 1997年4月1日、さくらんぼテレビの開局により山形県にて4年ぶりに、また、高知さんさんテレビの開局により高知県にて半年ぶりにネット再開。
- 1997年11月10日、同年3月10日の移転後初めてフジテレビお台場新社屋から生放送を実施。当日はV5スタジオからの放送で、タイガー・ウッズが生出演した。以降、FCGビルはFNSの日や春秋の祭典等の特番、スタジオアルタが工事などで使えない際に使用した。
- 1998年7月14日、スタジオの機材故障により、CMを含む映像が計58秒間中断した[37]。
- 1998年10月、テレフォンショッキングのコーナーでは、スクロールで簡単にテレフォンゲストのプロフィールを表示するようになる。
- 1999年1月、セットを変更（5回目）。このセットから、番組開始当初の初代セットから毎回総合デザインを担当していた山本修身が担当を外れる。

### 2000年代
- 2000年3月1日、週の途中だったがオープニングの演出を変更。タモリによる「ウキウキWATCHING」の歌唱が廃止される[注 28][注 29]。また、これに先立ち同年2月25日をもって『日本全国ひる休み』、フジテレビの番組全体で見ても『夜のヒットスタジオ』の時代から番組冒頭で表示していたネット局のロールスーパーを廃止している。
- 2001年4月、セットを変更（6回目）。
- 2001年11月17日、タモリがゴルフプレーによる事故によりサングラスを変更する。
- 2002年2月22日、マイクロソフト会長のビル・ゲイツがオープニングの特別企画に出演。タモリに「Xbox 日本1号機をもらえる券」と引き換えに同日に発売されたXboxを手渡した[38]。
- 2002年2月、セットを変更（7回目）。
- 2002年4月5日、放送回数5,000回を迎え、タモリが「生放送単独司会世界記録」として、2003年度版ギネス世界記録に認定される。翌年2003年1月15日放送分のオープニングでは、小泉純一郎内閣総理大臣（当時）と生放送中に電話会談をし、小泉からタモリへ直々にお祝いの言葉が贈られた。
- 2002年9月27日、ケーブルテレビの普及に伴い山梨県でフジテレビが通常視聴できる状態が常態化したことから、山梨放送での放送が終了。
- 2002年10月14日、2002年10月22日、タモリがサングラスを変更する。
- 2004年1月、セットを変更（8回目、数回程デジタルハイビジョン化に伴うマイナーチェンジ実施）。
- 2005年6月25日 - 7月24日の期間、新宿スタジオアルタがデジタルハイビジョン化工事に入る為、2005年6月27日 - 7月22日の放送分はFCGビルV3スタジオから生放送がされた。
- 2005年7月25日から、スタジオアルタのデジタルハイビジョン化工事の完了により、スタジオがアルタに戻り、HDTVカメラ撮影によるハイビジョン制作となり、フジテレビ・東海テレビ・関西テレビの地上デジタル放送ではデジタルハイビジョン放送（画面サイズが16:9・HD）になり、他の系列局でも順次地上デジタル放送開始と同時にデジタルハイビジョン放送となった。地上アナログ放送ではサイドカット放送となった。
- 2005年9月21日、テレフォンショッキング（テレフォンゲスト：山崎邦正）で観客の1人が「『いいとも!』が年内で終了するのは本当なのか?」と質問し、スタッフにより退席させられた。
- 2006年1月から、関東地方の地上アナログ放送で番組第1回からあった時報が廃止された。この少し前からカスタム時刻表示（1999年から『情報プレゼンター とくダネ!』『FNNスーパーニュース』で使用しているデザインと同じ）が導入された。
- 2006年3月7日、放送回数6,000回を刻印した『いいとも!』の番組ロゴマークが入ったメロンパンをその日に出演していたゲスト、客席全員に配付した。
- 2006年10月2日から10月6日までの一週間は、番組開始から25年目に突入することを記念してお台場のFCGビルV3スタジオから生放送された。同年10月7日には『秋の祭典スペシャル』を放送。
- 中山弘子新宿区長が、2007年11月4日放送分（実際に表彰されたのは11月2日の放送終了後）の『笑っていいとも!増刊号』に出演し、『森田一義アワー 笑っていいとも!』が新宿スタジオアルタから25年間に渡り生放送を続けて、「新宿の街のイメージアップに多大な貢献をしている」ということで、タモリに感謝状を手渡した。
- 2007年9月14日、番組放送開始からいいとも青年隊・少女隊・AD隊のオープニングダンスの振り付けを担当していた土居甫が悪性リンパ腫で死去。これ以降は渡辺美津子が振付を担当した。
- 2008年8月7日の午前中、タモリとレギュラーのおすぎは赤塚不二夫の告別式に参列した。タモリにとって赤塚は芸能界デビューへのきっかけを作った恩人であり、葬儀では弔辞を読みあげた。当日の『いいとも!』には両人とも予定通りオープニングから出演した。
- 2009年3月30日、セットを変更（9回目）。
- 2009年4月27日放送分より、CM転換時のテロップが変更され、画面右下の「笑っていいとも!」ロゴ表示から黒枠の中に、青枠で「CMの後」や「このあと」、赤字で大きく次のコーナーの紹介やCM明けの告知などを表示する形式となった。
- 2009年4月24日、金曜レギュラーの草彅剛 (SMAP) が2009年4月23日未明に公然わいせつ罪により逮捕され、この日の出演はキャンセルされた。その後、当番組を含む全てのレギュラー番組から当面は出演自粛という形になったが、当番組には2009年5月29日の放送で復帰した。
- 2009年7月10日、エンディングで平井理央から、タモリが精密検査を行うために次週の放送を丸々休むことを発表した。その中で検査とともに白内障の手術も行うことをタモリが自ら語った。

### 2010年代

#### 2010年1月 - 2013年6月
- 2010年2月4日放送分で放送回数7,000回を迎えた。オープニングにて特別企画として『いいとも!』放送第1回を振り返った[注 30]。
- 2010年7月19日放送分から23日放送分までの1週間、動画生中継配信サイトUstreamにて、11:50 - 12:00（生放送開始）の間、AD隊（クルット&ハリー）の前説の模様を特別に配信していた[39]。同年11月21日放送分の『増刊号』にて、「イマつぶ」を配信開始した。テレフォンゲストへのつぶやきや、番組へのつぶやき、スタッフのつぶやきを当番組の公式ホームページ上で紹介していた。
- 2010年7月5日放送分から地上デジタル放送への完全移行（2011年7月24日）を前提に、アナログ放送の全番組が画角16:9のレターボックス放送に移行するため、本番組もアナログ放送では、同日放送分よりレターボックスで放送されるようになった。[注 31]
- 2011年1月8日、当番組の初代プロデューサーである横澤彪が肺炎のため死去。1月11日、タモリが横澤宛に寄せたコメントが公開された[40]。
- 2011年3月11日放送終了後に東北地方太平洋沖地震（東日本大震災）が発生し、13日の『増刊号』、14日から18日のレギュラー放送ともに東日本大震災関連の報道特別番組（14日から18日は『FNNスピーク』拡大放送）のため休止。翌週20日の『増刊号』も東日本大震災における放送関連の動きのため休止となった。また、被災県の系列局のうち、仙台放送では3月21日から25日の5日間は震災生活支援情報、福島テレビでも21日は『FTVスーパーニュース特報』を放送のため、それぞれ休止となった。レギュラー放送が5日間、『増刊号』も含め8日間もの休止は番組開始以来初となった。なお、レギュラー放送再開となった3月21日の放送では、オープニングでタモリが『先週金曜日、東日本大震災、被災者の皆様方に心よりお見舞い申し上げます。』と、被災者へのお見舞いの言葉を述べた[41]。3月21日の放送からは、オープニングとエンディング部分にて、日本赤十字社の『東日本大震災義援金』の呼びかけを日替わりテレフォンアナウンサーが担当、3月21日以降のテレフォンショッキングでは、これまで行っていた「こんにちは!」「そーですね!」、お友達紹介での「エーっ!」などの定番の観客とのやり取りをやめ、オープニングの後ですぐにテレフォンアナウンサーの紹介 → テレフォンゲストの紹介という進行となった（最終回まで3年間その形となった）。
- 2011年3月25日、テレビ山口での放送が終了[42]。山口県では未ネットとなる。これにより29局ネットとなった[注 32][注 33]。
- 2011年4月18日 - 22日は「ひとつになろう日本」の企画として、ニッポン放送の『高田文夫のラジオビバリー昼ズ』との相互放送を実施した。
- 2011年7月24日放送分、『FNS27時間テレビ』内での『増刊号生スペシャル』内で、正午に「地上デジタル放送完全移行セレモニー」を実施した[注 34]。
- 2011年10月3日放送分から、放送開始30年目を迎えるにあたって番組内BGMやジングル、さらにテレフォンショッキングなどの仕様がリニューアルされた。
  - オープニング・エンディングの「ウキウキWATCHING」や、CM転換時のジングル、テレフォンショッキングなどの音楽がポップ調にアレンジされて一新された。編曲は小西康陽が担当した[43]。
  - セットを変更（10回目・最後の変更[注 35]）。
- 2012年4月9日放送分から、テレフォンショッキングの「友達の輪」（お友達紹介）が終了になり、テレフォンゲストを番組が指名して日替わりにスタジオへ迎えるシステムへと変更された[44]。
- 2012年7月21日18:30から翌22日20:54（JST）までの約26時間半、当番組をベースとした『FNS27時間テレビ 笑っていいとも!真夏の超団結特大号!!徹夜でがんばっちゃってもいいかな?』が生放送された[45][46]。
- 2012年10月1日放送分、テレフォンショッキングにビートたけしが、監督を務めた映画『アウトレイジ ビヨンド』の宣伝も兼ねて生出演を果たし、同コーナーのテレフォンゲストとしての出演は24年ぶりだった[23]。
- 2012年11月5日放送分からは再び、番組テーマ曲「ウキウキWATCHING」のオープニング・エンディング、CM転換時ジングル、テレフォンショッキングなどのすべてのBGM・ジングルが従来の電子音へ戻された。
- 2012年11月30日、日付のごろ「いい（11月）」「さんま（30日）」の日にちなんで、明石家さんまがスペシャルゲストとして、3年ぶりにスタジオアルタに登場した。
  - さんまは、オープニング明けからすぐに日替わりコーナー「知ってるだけで楽しい人生！コレ知ってる!?プレゼンター」に金曜レギュラーの関根勤のプレゼンテーションで、「話題のヒト」で「しゃべり出したら止まらないアノ芸人が来てしまった!」として登場した。
  - テレフォンショッキングをはさみ、タモリとさんまによる2人のトークコーナー「復活!!タモリ・さんまの日本一の最低男」を放送。さんまの『いいとも!』レギュラー降板から17年ぶりとなるトークコーナーとなった。結局トークは25分間続き、終盤には金曜日レギュラー陣も登場した。
  - テレフォンショッキングの15分間を除く43分間全てに出演した[47]。
- 2012年12月12日12時12分12秒に、「特別企画 2012年12月12日 12時12分12秒ショー」と題したコーナーが放送され、100年に一度の貴重な瞬間を祝おうと「2012年12月12日」を記念して「12」にまつわる様々な人達が続々と集まり、最後には「2012年12月12日12時12分12秒」に出演者・参加者・観客揃って記念写真を取るという特別企画を行った[48]。
- 2013年2月26日放送分で放送回数7,777回目を迎えた。特別企画として、放送1週間前に予告されていた、火曜レギュラーの澤部佑（ハライチ）「ダイエット企画」を行った。放送回数にちなんで、77.77キログラムまで痩せられるかという実験企画を行い、エンディング部分で達成した。また、この日のテレフォンゲストは「7」にちなんで松嶋菜々子が出演した[49]。また、この週（2月25日 - 27日）の曜日対抗いいともCUPで行われた「もうすぐひな祭り ひな人形を倒センス〜！」にて、雛人形に扇子を当てて倒す描写が問題視され、週半ばより演出が改められた[50]。日本文化チャンネル桜などは「皇室を侮辱している」と公然とフジテレビを非難し、電話で抗議する様子を配信した。
- 2013年5月6日放送分、テレフォンショッキングにみのもんたが出演（2013年5月3日放送分の雨上がり決死隊からの紹介）。裏番組であった『午後は○○おもいッきりテレビ』→『おもいッきりイイ!!テレビ』（日本テレビ系列[注 36]）の司会を20年務めていたため、1984年7月12日放送分以来、29年ぶりの出演となった[51]。

#### 番組の終焉（2013年7月 - 最終回）

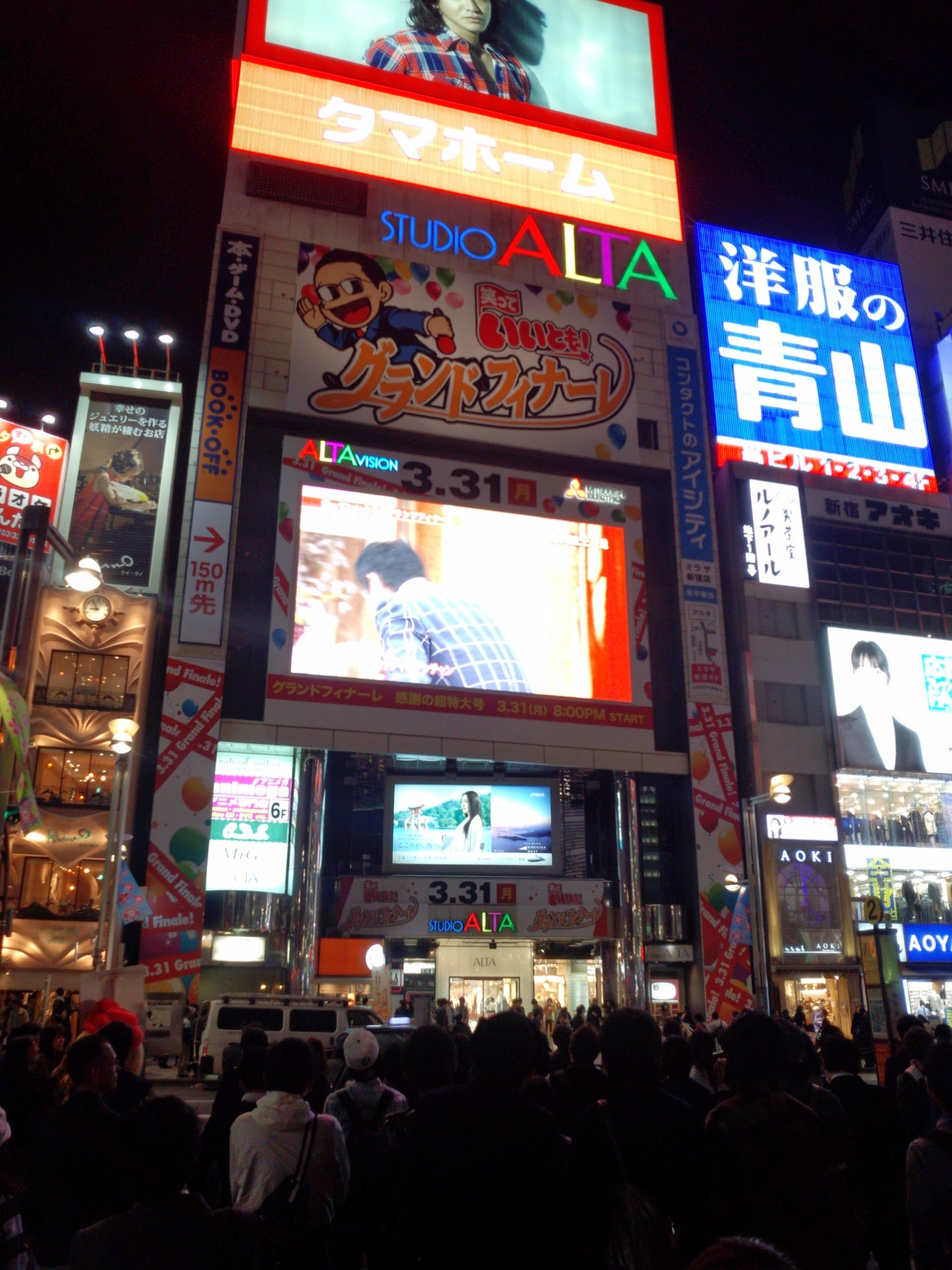
2014年3月31日午後9時ごろ、新宿アルタ前にて“グランドフィナーレ 感謝の超特大号”放送の様子を眺める人たち

- 2013年7月1日放送分より、一部レギュラーの出演曜日が変更となる（詳細はこちらを参照）。また、この時期より、各曜日レギュラー陣に任せ、タモリが出演しないコーナーが新設された(オープニングコーナーとテレフォンショッキング、いいともCUPのみの出演の日が多かった)。既存のコーナーを含み、事前告知も行われていなかったため、タモリの体調を心配する声が上がったが、フジテレビは体調不良説を否定していた[52]。
- 2013年9月30日（月曜日）放送分からチーフプロデューサーに中嶋優一が就任したが、これが番組最後のCPとなった。
- 2013年10月14日（月曜日、体育の日）は、小学生の男女100人と保護者50人が番組観覧した。この日は特別企画として「学問の秋 いま小学生に伝えたい特別授業SP」が行われ、月曜レギュラー6名とコーナーレギュラーの林修（東進ハイスクール・東進衛星予備校講師）が様々なテーマで講義を行い、鈴木福（Holidayレギュラー）とふなっしーが客席前列に同席して見守った[53]。
- 2013年10月22日（火曜日）放送分において、木曜レギュラーの笑福亭鶴瓶が番組終盤にエンディングゲストとして登場し、タモリに対して「『いいとも!』終わるってホンマ?」と聞き、タモリから2014年の3月をもって番組が終了することが発表された[54][55]。ただし「噂で聞いた」と言いながらも、グランドフィナーレでの鶴瓶のスピーチによると、鶴瓶には番組終了を伝えていたらしく、このやり取りには矛盾がある。
- 2014年1月13日（成人の日）はこの年成人式を迎えた新成人150人が観客席に座った。テレフォンゲストはフリーアナウンサーの宮根誠司[注 37]。
- 2014年1月14日放送分で、放送回数8,000回を達成。火曜レギュラー陣と「8000回記念アカペラ青年隊」ことゴスペラーズと共に、2004年7月の『27時間テレビ』以来約10年ぶりに、タモリがオープニングで歌唱した（特番を除く通常放送としては、2000年2月28日の生放送以来の約14年ぶり）。テレフォンゲストとして、1985年2月25日以来、29年ぶりにとんねるずが出演。その場でレギュラーになることが発表された[9][56]。
- 2014年1月28日、同年3月31日に最終回を迎えることが発表された。当日は正午にスタジオアルタから通常放送の最終回（第8,054回）生放送に加え、ゴールデンタイムにFCGビルから『笑っていいとも!グランドフィナーレ特大号（当時の仮称）』を生放送する予定とされた[1]。
- 2014年2月14日、萩本欽一がテレフォンゲストとして、当番組に初出演[57]、タモリとのツーショットトークが実現した。[注 38]
- 2014年2月19日、テレフォンゲストとして、ナインティナインが10年ぶりにコンビで出演。岡村隆史がタモリと番組チーフプロデューサーの中嶋優一[注 39] とその場で相談の上で、とんねるず同様の不定期レギュラーとして加入が決定した。なお相方の矢部は、「嫁が今、大事な時期だから見守っててあげたい」と苦渋の断念[58]。
- 2014年3月5日、天海祐希がテレフォンゲストで出演中、携帯電話のコール音が響き、トークを中断[59]。
- 2014年3月12日、江頭2:50がスタジオに乱入し、客席に飛び込むなど大暴れした。スタジオアルタへの乱入は江頭曰く「橋田壽賀子にキスして出入り禁止になって以来」の13年ぶりで、「『いいとも!』終わる前に出られてよかった」と喜んだ[60][61]。
- 2014年3月17日、和田アキ子がテレフォンゲストとして最多、22回目の出演（男女共通）。
- 2014年3月18日、オープニングから最終回までの残り回数が表示されるようになる。
- 2014年3月21日（春分の日）、テレフォンゲストとして当時内閣総理大臣の安倍晋三が、現役の首相として初めての出演[4]。バラエティー番組及びタモリについて「無形文化財だと思う」と述べる[62]。一方アルタ周辺では、安倍の出演に反対する人々が、抗議デモを起こした[63]。
- 2014年3月24日、エンディングで3月31日の通常放送最終回とゴールデン枠に生放送が予定されている『笑っていいとも!グランドフィナーレ感謝の超特大号』の番組宣伝が行われた。
- 2014年3月31日（最終回[64]）、オープニング直後から指原は号泣。ビートたけしをテレフォンゲストとして迎えた。次回ゲストとして、当日夜に生放送される『超特大号』に出演するさんまに電話をかけた。その際、寝ていたところを電話でたたき起こされ、寝ぼけて電話の反応が悪かったさんまに対し、タモリがノリで「明日大丈夫?」と聞き、たけしも悪乗りして「朝8時ぐらいに」と時間の約束をしたところ、さんまが「いいとも!」と答え、かつての「お友達紹介」のやりとりが復活した。後半には月曜以外の曜日レギュラーのリーダー（中居、太田、鶴瓶、関根）も登場し、番組最後には普段通り「それじゃあまた、明日も見てくれるかな?」「いいとも!」の掛け合いを観客と行い、31年半に及ぶ番組の幕を閉じた[65]。
- 最終回の平均視聴率は16.3パーセント[66]、瞬間最高視聴率は12:45の18.4パーセントだった（ビデオリサーチ調べ、関東地区・世帯・リアルタイム）。
- なお同日の当番組の放送を以て、1980年3月31日の同局系の『日本全国ひる休み』から放送されてきたスタジオアルタでの公開生放送のレギュラー帯番組は34年の歴史に幕を閉じた[注 40]。
- また当番組の終了を以て、青森テレビ（TBS系列）を始め、フジテレビ制作の平日の生放送帯バラエティ番組の系列外の遅れネット放送も終了となった。
- 昼の通常放送最終回の後続番組である『ごきげんよう』では、番組のオープニングで、小堺が「タモリさん、長い間お疲れ様でした」と挨拶し『いただきます』時代の思い出を語った。
- 2014年3月31日、夜・ゴールデンタイム（20:00 - 23:14）には『笑っていいとも! グランドフィナーレ 感謝の超特大号』がアルタではなくFCGビル V4スタジオより生放送され、歴代レギュラーが多数出演した。2012年11月30日以来の、約1年半ぶりに「タモリ・さんまの日本一の最低男」が復活した。
- 『笑っていいとも! グランドフィナーレ 感謝の超特大号』の平均視聴率は28.1パーセント[67]、瞬間最高視聴率は23:10の33.4パーセントで、有終の美を飾った（ビデオリサーチ調べ、関東地区・世帯・リアルタイム）。

### 番組終了後
2014年
- 番組放送終了翌日の2014年4月1日からは後継番組『バイキング』（2020年9月28日より『バイキングMORE』に改題、2022年4月1日終了）が放送開始した。
- 番組が無くなった喪失感を表す言葉として「タモロス」が生まれ[68]、2014年の新語・流行語大賞の候補50語に「タモロス」がノミネートされた[69]。
- 2014年秋、サントリーコーヒー「BOSS」新商品『プレミアムボス』のCMでは、テレフォンショッキングに類似したセットで、トミー・リー・ジョーンズ扮する「宇宙人ジョーンズ」とタモリが共演した[70][71]。
- フジテレビ系列にて放送終了から約半年後の10月より、タモリが司会を務めるレギュラー番組『ヨルタモリ』を放送開始（ - 2015年9月）。

2015年
- 2015年2月、カルチャー誌「Quick Japan」で展開される人気企画「テレビ・オブ・ザ・イヤー2014」で当番組が大賞に輝いた[72]。
- 2015年以降、テレビ朝日系列では毎年9月に大型特別番組『ミュージックステーションウルトラFES』を12:00（司会のタモリが本番組に出演していた時間帯）から21:48まで生放送している[注 41]。

2016年
- 3月31日に『ごきげんよう』が終了。通算の放送年数は前身の番組を含めれば、奇しくも『いいとも!』と同じ31年6ヶ月だった。
- 同日、スタジオアルタの営業が終了[73][74][注 42]。これに際し、4月2日に『久保みねヒャダこじらせナイト』で特別企画「久保みねヒャダこじらせライブin新宿アルタ」が放送された。番組内ではテレフォンショッキングや「そっくりさんコンテスト」に似た企画が行われ、エンディングのスタッフロールも『いいとも』末期に準じた青の明朝体フォントが使用された。
- 2016年7月放送の『FNS27時間テレビフェスティバル!』にて、「そっくりさんカーニバル」（「身内自慢コンテスト」）の特別版「FNS全国そっくりキャラ選手権」が行われた。

2017年
- 2017年9月28日放送の『とんねるずのみなさんのおかげでした 30周年だもんでタモリたけしと祝っちゃうぞ!! ついでにみやぞんの新居にも行っとく!?SP』において、当番組をベースにした「とんねるずアワー 祝っていいとも!」を、当番組末期に使用していた実際のスタジオセットを使用して行った。オープニングでは、とんねるず（石橋貴明・木梨憲武）[注 43] がいいとも青年隊に扮して「ウキウキWATCHING」を熱唱（一部歌詞を変更）し、テレフォンショッキングのゲストとして司会のタモリも出演[注 44]、画面左隅の時刻表示も行われるなど当番組の事実上の復活となった。また、いいとも!木曜レギュラーだった笑福亭鶴瓶がスタジオアルタからお台場フジテレビまでサイドカーで移動して登場している[75]。

2021年
- 2021年8月28日・29日放送の『FNSラフ&ミュージック〜歌と笑いの祭典〜』において『テレフォンショッキング』の類似コーナー『直電!生ブッキング 明日来てくれませんか?』が行われ、当コーナーでは第1夜の放送で山田孝之・本田翼・蛍原徹の他、元いいとも!レギュラーの鶴瓶とウッチャンナンチャンの内村光良の5人に出演依頼を行い、第2夜の放送で蛍原を除く4人見事ゲスト出演を果たした。

2022年
- 2022年4月4日に『バイキングMORE』の後番組として放送が開始された『ポップUP!』には元いいとも!レギュラーからは月曜レギュラーに田村淳（ロンドンブーツ1号2号）、木曜レギュラーには小倉優子や平子祐希（アルコ&ピース）が出演している。後に平子の相方の酒井健太が10月にレギュラーとして加入した。しかし、視聴率低迷が相次ぎ、同年12月23日を以て放送が終了した。

2023年
- 2023年1月9日に『ポップUP!』の後番組として放送が開始された『ぽかぽか』には元いいとも!レギュラーからは澤部佑（ハライチ）が相方・岩井勇気とコンビで総合MCとして出演している。

2025年
- 2月28日をもって新宿アルタが閉館[76]（番組を放送していたビル内のスタジオアルタは2016年に閉館した）。

## 放送中の事件・ハプニング
- 1984年2月17日、番組の生放送中に突然スタジオ内に火のついていない発煙筒が投げ込まれる事件があった。投げ込んだのは右翼系政治結社「正氣塾」の未成年メンバーで、建造物侵入及び威力業務妨害の罪で警視庁に現行犯逮捕された[77]。
- 1988年7月1日、タモリが泥酔した状態で出演し、オープニングの歌唱で暴走し、コーナーではふらつきながら進行していた。また、当時の金曜レギュラーである明石家さんまに厳重注意されていた。
  - タモリが泥酔していた原因は、1988年7月16日に放送された「FNSスーパースペシャル 1億人のテレビ夢列島’88」の司会をさんまが断ったことに関して、タモリが親交が深いさんまに「裏切られた」という勘違いにより三日三晩酔っ払い続け、当日の放送も酔ったまま出演したことである。
  - 経緯として、フジテレビのスタッフがタモリに夢列島の司会交渉をする際、さんまに出演オファーをしていない状態で「さんまも司会をする」と伝え、タモリは快諾した。後日、さんまに交渉したところ「第一回放送内容を超えられない」という理由で司会を辞退した。タモリはさんまに当初オファーしていなかったことを聞かされていないまま、さんまが司会を辞退したと耳に入り、理由を聞く為、深夜に酔った状態でさんまに電話をした。しかし自宅ではなくさんまの個人事務所「オフィス事務所」に電話を掛けた為、事務所に寝泊まりしていた村上ショージが応答し、夜中に電話があったことで、タモリ本人とは思わず、タモリを名乗ったイタズラ電話だと思い込み、電話相手のタモリ本人に激怒してしまった。そのことがタモリを勘違いさせる一因となり、三日三晩酔い続けたとさんまとタモリは語っている。
- 1989年11月7日、ウキウキwachingを歌唱中、いいとも青年体のテロップではなく、誤って「ライオンのいただきますⅡ」のタイトルロゴが表示された。
- 1989年12月4日、「Well Talk～どっちにつくか!?」の放送中、CM送出し機材が故障し、放送が中断し、CMが暴走、その後、「しばらくお待ちください」の画面が出された。一瞬、CMの映像が音声が流れたものの、しばらくお待ちください。の文字がでた。復旧後、今後CMが流れず、フリートークをしたまま、エンディングに突入。番組の終盤には、「ライオンのいただきます」の提供テロップが流れた。最後に、次回の予告とともに、三宅正治の謝罪ナレーションが入った。
- 1993年9月13日に、伊集院光が自身のラジオ番組（伊集院光のOh!デカナイト）のコーナーで、20日のテレホンショッキングのゲストのもとに大量の電報が届くという予言（という名目のリスナーへの煽り）を放送した為、20日のゲスト、本田博太郎の元に「電話帳にして4冊分」という大量の電報がリスナーの手によって届いてしまった（通常ゲストに届くのは数通程度）。しかし、本田の娘が伊集院のラジオリスナーであったことや、本田自身が、洒落がわかる人間であったため、批判はなく、後日、伊集院の番組で本田を称える放送を行った。
- 2001年7月頃、「ザ・定番ショー」コーナーにて、江頭2:50が出演した際、江頭がトルコで裸になったことを橋田寿賀子が言及し、その反撃として江頭が橋田にディープキスした。直様香取慎吾と極楽とんぼに制止され、番組はCMに入ったが、それ以来13年間いいともを出入禁止にされたことを2020年2月26日に自身のYouTube上で公表した。その後番組が最終回の間近の2014年3月12日に約13年ぶりに出演[78][79]。
- 2003年6月4日、「ドリームズカムチャイルド」[注 45] のコーナーで、当時4歳の女児が登場し挨拶。素人参加が前提とされる企画でありながら、「キリンプロの…」と、所属事務所名を付けて自己紹介をしてしまった。その直後に、同コーナーでの出番を終えてセット脇に座っていた男児が突然に「ママがね、(所属事務所の名前を)言っちゃダメって言ってるのに間違えて言った」と話し始め、事務所を介した仕込みでの参加であることを意図せず暴露してしまった。出演者の藤井隆が「吉本興業の藤井隆です!」とギャグを入れるなど、メンバーのフォローもあって問題なくコーナーは進行したが、タモリは「夢はさかなクンになること」と語った女児にハコフグの帽子を被せながら「今日から君はハコフグプロだ」とツッコんだり、コーナー終わりのCM前に「さあ来週はどこの事務所かな?」などとイジる発言を繰り返した。
- 2005年9月21日の放送で、タモリと山崎邦正のトーク中に観客席の一般人男性が突然「『いいとも!』が年内に終了するってほんとなんですか?」と割って入るハプニングがあった。タモリは冷静に「（番組が終了するという話は）聞いてませんよ」と男性に返答したが、その後の男性はしつこく「本当なんですか？」と繰り返したため、ゲストの山崎や観客がザワつき、「タモリさんが連れて来たんでしょォ！？」「お前が来るからへんな奴が一緒に来たんだ!」とタモリと山崎のアドリブ合戦に発展する場面があった。CMが終わると既に男性の姿はなく、その席にはタモリのアドリブで小さな白い熊のぬいぐるみが置かれていた。

## テーマソング
- 「ウキウキWATCHING」（作詞：小泉長一郎、作曲：伊藤銀次、編曲：鷺巣詩郎、小西康陽[43][注 46] JASRAC作品コード:010-7450-4）。

初代 1982年10月4日 - 2008年3月28日（第1期）、2010年4月5日 - 2011年9月30日（第2期）、2012年11月5日 - 2014年3月31日（第3期）
『いいとも!』生放送中で使用されているBGMはすべて、初期1982年10月4日放送分の第1回目当初から変わらずにエレキギターやシンセサイザー、ブラスによるバンドの録音が使用されていた。下記の2代目、3代目BGMの後、2012年11月5日放送分からは再び、番組テーマ曲「ウキウキWATCHING」のオープニング・エンディング曲、CM入り曲、テレフォンショッキングなどのすべてのBGMが初代のものへと戻された。1983年の上半期までは冒頭に曲名テロップを表示していた。
2代目 2008年3月31日 - 2010年4月2日
2008年3月31日放送分より、1989年の「チャイルズ」以来19年振りに「いいとも少女隊」（リン・ナオミ）が復活。それに伴い、オープニングの「ウキウキWATCHING」のキーが、女性に合わせて高く変更された。
3代目 2011年10月3日 - 2012年11月2日
2011年10月3日放送分から放送開始30年目を迎えるにあたり、番組テーマ曲「ウキウキWATCHING」のオープニング・エンディング曲、CM入り曲、テレフォンショッキングなどのすべてのBGMが、楽器を使用したポップ調のアレンジに一新された（編曲：小西康陽）。
発売されている音源
1983年に、初代いいとも青年隊が歌唱した音源がシングル「だったらツイスト」のB面に収録された。
2003年に岡村靖幸と石野卓球によるユニット「岡村と卓球」がアルバム『The Album』でカバー。
作曲した伊藤銀次は、2012年発売のアルバム『GOLDEN☆BEST 伊藤銀次〜40th Anniversary Edition〜』のボーナス・トラックにてセルフカバーしている。
3代目は2018年発売のコンピレーションボックス『素晴らしいアイデア 小西康陽の仕事1986-2018』に収録された。
備考
歌の歌詞自体は3番まであるが、回によって変えていた時期がある。
放送終了から3年後の2017年4月より「キリン 零ICHI」のTVCMにおいて、「ウキウキWATCHING」がジャズ調にアレンジしたブラス演奏によるインストゥルメンタル版として、CMテーマ曲に使用されている。

## 観覧
番組終了時点での観客席数は150。
当番組を観覧希望するには、往復はがきで、希望日、希望人数、全員の氏名・年齢・職業、代表者の連絡先を明記の上、希望放送曜日の1か月から10日前までに番組宛に必着で応募する。1人で多数の応募や、記入漏れがあった場合は無効となり、参加メンバーの変更は出来ない。
番組開始当初から、18歳未満、および高校生（18歳以上であっても定時・通信制を含む高校生であれば該当）による応募は（18歳以上の同伴者を伴った場合を含め）無効となっている。理由としては、学校（高校）を無断欠席し、観覧させるのを防ぐためとのタモリの意向による とされるが、番組に出演（一般人・芸能人ともに）する際にはこうした制限もなく、一般の就学児童や学生が学校を欠席して出演している。学校が元々休みの場合（夏休みや祝日など）であっても応募はできない。18歳以上で高校を卒業していても、3月31日までは身分上は高校生なので、新年度になる4月までは応募不可となっている。
なお、次に挙げる各回は通常の観覧募集を行わず、以下のような特別観覧となった。
- 1996年9月13日（金曜日） - 敬老の日直前特別企画として熟年の男女150人（前・後列ともに）。
- 2013年10月14日（月曜日、体育の日） - 小学校5・6年生の男女100人（前列）と保護者50人（後列）。
- 2014年1月13日（月曜日、成人の日） - 新成人の男女150人（前・後列ともに）。
- 2014年3月31日夜「グランドフィナーレ感謝の超特大号」- 元いいとも!レギュラーOB・OG（青年隊含む）70人前後

また、すべての観覧募集終了後、最終回までの5回分の観覧応募落選者に送付されたはがきには、応募者多数による不当選となった旨の他、32年間の本番組の御愛顧に対する御礼と、番組末期の『森田一義アワー 笑っていいとも!』タイトルロゴの赤色のゴム印が添えられていた。
また、番組開始から間もなく、希望する日時に直接会場に行けば観覧ができる「いいとも定期券」が若干数発行された。この定期券は番組終了まで有効であった。
なお、当日、当選しても観覧に来られない人が一定数いるため、客席が数席空く対策として、キャンセル待ち制度があった。当選者が全員入場してから、番組開始直前にキャンセル待ちの観客が入るため、下手の席になることが多かった。
観客による写真撮影が、番組開始からほとんどの期間で禁止されていなかったため、前説では、フラッシュが光らないように注意喚起がされ、フラッシュ部分に貼るガムテープが用意されていた。

## 放送休止・中断

### 重要事件・事故・自然災害による休止
- 1989年1月9日 - 13日：昭和天皇崩御[83][84]（代替番組『友達の輪スペシャル』として放送）
- 1989年2月24日：昭和天皇大喪の礼
- 1989年7月24日：第15回参議院議員通常選挙 （報道特番『選挙列島 そりゃもう大さわぎ!!』での翌日開票選挙区の開票状況放送のため）
- 1991年1月17日：湾岸戦争開戦
- 1993年1月19日：皇太子徳仁親王、小和田雅子の結婚に関する皇室会議
- 1993年6月9日：皇太子と皇太子妃結婚の儀
- 1995年1月17日 - 20日：阪神・淡路大震災
  - 1月17日に関しては報道特番内でネット・ローカル両方のセールスCMのみPT枠扱いに切り替えて消化された（後枠の『ライオンのごきげんよう』『東海テレビ制作昼の帯ドラマ』も同様）。このため、1月22日の『増刊号』は内容を大幅に変更し「いいとも!リクエスト特集」と題して過去放送のVTRから厳選したものを放送した。1月16日（テレフォンゲスト：岸谷五朗）を含む「テレフォンショッキングダイジェスト」は翌週1月29日に持ち越して放送。
  - 放送休止ではなかったが、震災から1年にあたる1996年1月17日には直前の『FNNスピーク』が放送時間を拡大したため、7分遅れの12時7分開始となった[注 48]。
- 1995年3月20日：地下鉄サリン事件
- 1995年5月16日：オウム真理教教祖・麻原彰晃逮捕
- 2001年9月12日：アメリカ同時多発テロ事件
- 2003年3月20日：イラク戦争開戦[85]
  - 放送は休止になったが、番組収録自体は通常通り実施され、同年3月23日放送分の『増刊号』の中で、未放送シーンが放送された。
- 2011年3月14日 - 18日：東日本大震災
  - 2011年3月11日15時 - 同年3月14日4時までの全ての番組が放送休止となり、同年3月13日の『増刊号』も休止。また、3月14日 - 18日が放送休止となったため、3月20日の『増刊号』も放送休止。2011年3月21日からは東日本大震災の被害が大きかった宮城県（仙台放送、生活支援情報を放送）と福島県（福島テレビ、『FTVスーパーニュース』特報を放送）のみ放送休止、それ以外の地域では放送再開。宮城県（仙台放送）は3月25日まで放送休止。

### スポーツ関連（オリンピックなど）による休止
- 1984年8月13日：ロサンゼルスオリンピック閉会式の中継[84]
- 1996年7月22日 - 7月26日：アトランタオリンピックのハイライト番組
- 2000年9月26日：シドニーオリンピックの野球競技準決勝の中継
- 2008年8月18日：北京オリンピックの陸上競技予選の中継
- 2010年2月24日：バンクーバーオリンピックのフィギュアスケート女子・ショートプログラム中継

### 一時中断・途中中断
- 1985年8月13日：日本航空123便墜落事故の生存者救出
- 1991年8月19日：ソ連8月クーデター
- 1995年3月22日：オウム真理教強制捜査
- 1995年6月21日：函館空港全日空857便ハイジャック事件
- 1996年1月5日：村山富市首相（当時）が辞意表明
- 1996年6月13日：福岡空港ガルーダ航空機離陸事故
- 1996年12月24日：ペルー日本大使公邸占拠事件で、人質が大量解放
- 1999年7月23日：羽田空港全日空61便ハイジャック事件
- 2000年11月8日：ブッシュ大統領の大統領選挙勝利宣言
- 2001年4月16日：皇太子徳仁親王妃雅子懐妊
- 2005年8月16日：宮城地震
  - 宮城のネット局・仙台放送では急遽放送を差し替え、ローカルで地震関連のニュースを流し続けた。
- 2010年6月4日：民主党代表選
- 2010年10月13日：コピアポ鉱山落盤事故の生存者1人目の救出
- 2011年3月9日・22日・4月14日：関東地方の強い揺れによる緊急地震速報
- 2011年12月19日：北朝鮮の金正日総書記死去
  - 時差放送局では排他協定などのニュース協定の関係や時差放送時におけるニュースの状況が違うため、ニュース部分の「垂れ流し」ができない。そのために該当部分はフィラー映像に差し替えていた。

## ネット局

### 番組終了時のネット局
| 放送対象地域  | 放送局                    | 系列                                         | 放送時間                  | ネット状況 | 備考 |
| ------------- | ------------------------- | -------------------------------------------- | ------------------------- | ---------- | --- |
| 関東広域圏    | フジテレビ（CX）          | フジテレビ系列                               | 月曜 - 金曜 12:00 - 13:00 | 【制作局】 | 【制作局】 |
| 北海道        | 北海道文化放送（uhb）     | フジテレビ系列                               | 月曜 - 金曜 12:00 - 13:00 | 同時ネット | |
| 岩手県        | 岩手めんこいテレビ（mit） | フジテレビ系列                               | 月曜 - 金曜 12:00 - 13:00 | 同時ネット | 1991年4月1日開局に伴いネット開始 |
| 宮城県        | 仙台放送（OX）            | フジテレビ系列                               | 月曜 - 金曜 12:00 - 13:00 | 同時ネット | 1984年4月2日 - 1985年3月29日は12:04飛び乗り |
| 秋田県        | 秋田テレビ（AKT）         | フジテレビ系列                               | 月曜 - 金曜 12:00 - 13:00 | 同時ネット | 1984年4月2日 - 1985年3月29日は12:04飛び乗り 1987年3月31日まではテレビ朝日系列とのクロスネット局 |
| 山形県        | さくらんぼテレビ（SAY）   | フジテレビ系列                               | 月曜 - 金曜 12:00 - 13:00 | 同時ネット | 1997年3月17日（サービス放送期間中）からネット開始 |
| 福島県        | 福島テレビ（FTV）         | フジテレビ系列                               | 月曜 - 金曜 12:00 - 13:00 | 同時ネット | 1983年10月3日から同時ネット開始 1983年9月30日まではTBS系列とのクロスネット局 |
| 新潟県        | 新潟総合テレビ（NST）     | フジテレビ系列                               | 月曜 - 金曜 12:00 - 13:00 | 同時ネット | 1983年10月3日から同時ネット開始 1983年9月30日まではテレビ朝日系列とのクロスネット局 現：NST新潟総合テレビ                                                                                           |
| 長野県        | 長野放送（NBS）           | フジテレビ系列                               | 月曜 - 金曜 12:00 - 13:00 | 同時ネット | |
| 静岡県        | テレビ静岡（SUT）         | フジテレビ系列                               | 月曜 - 金曜 12:00 - 13:00 | 同時ネット | |
| 富山県        | 富山テレビ（BBT）         | フジテレビ系列                               | 月曜 - 金曜 12:00 - 13:00 | 同時ネット | 1993年まで略称・T34 |
| 石川県        | 石川テレビ（ITC）         | フジテレビ系列                               | 月曜 - 金曜 12:00 - 13:00 | 同時ネット | |
| 福井県        | 福井テレビ（FTB）         | フジテレビ系列                               | 月曜 - 金曜 12:00 - 13:00 | 同時ネット | |
| 中京広域圏    | 東海テレビ（THK）         | フジテレビ系列                               | 月曜 - 金曜 12:00 - 13:00 | 同時ネット | |
| 近畿広域圏    | 関西テレビ（KTV）         | フジテレビ系列                               | 月曜 - 金曜 12:00 - 13:00 | 同時ネット | 現在の愛称は「カンテレ」。 |
| 鳥取県 島根県 | 山陰中央テレビ（TSK）     | フジテレビ系列                               | 月曜 - 金曜 12:00 - 13:00 | 同時ネット | 現在の愛称は「さんいん中央テレビ」。 |
| 岡山県 香川県 | 岡山放送（OHK）           | フジテレビ系列                               | 月曜 - 金曜 12:00 - 13:00 | 同時ネット | 1984年3月まで愛称・テレビ岡山 |
| 広島県        | テレビ新広島（tss）       | フジテレビ系列                               | 月曜 - 金曜 12:00 - 13:00 | 同時ネット | |
| 愛媛県        | テレビ愛媛（EBC）         | フジテレビ系列                               | 月曜 - 金曜 12:00 - 13:00 | 同時ネット | 2004年9月まで正式社名・愛媛放送 |
| 高知県        | 高知さんさんテレビ（KSS） | フジテレビ系列                               | 月曜 - 金曜 12:00 - 13:00 | 同時ネット | 1997年3月20日（サービス放送期間中）からネット開始。 |
| 福岡県        | テレビ西日本（TNC）       | フジテレビ系列                               | 月曜 - 金曜 12:00 - 13:00 | 同時ネット | |
| 佐賀県        | サガテレビ（STS）         | フジテレビ系列                               | 月曜 - 金曜 12:00 - 13:00 | 同時ネット | |
| 長崎県        | テレビ長崎（KTN）         | フジテレビ系列                               | 月曜 - 金曜 12:00 - 13:00 | 同時ネット | 1990年10月1日から同時ネット開始 1990年9月30日までは日本テレビ系列 とのクロスネット局 |
| 熊本県        | テレビくまもと（TKU）     | フジテレビ系列                               | 月曜 - 金曜 12:00 - 13:00 | 同時ネット | 1989年9月30日まではテレビ朝日系列とのクロスネット局 |
| 大分県        | テレビ大分（TOS）         | 日本テレビ系列 フジテレビ系列                | 月曜 - 金曜 12:00 - 13:00 | 同時ネット | 1993年10月1日から同時ネット開始 1993年9月30日まではテレビ朝日系列とのトリプルネット局 正式なNNS加盟局としては、鹿児島讀賣テレビが開局した1994年4月1日以降も放送終了まで唯一当番組を同時ネットした。 |
| 宮崎県        | テレビ宮崎（UMK）         | フジテレビ系列 日本テレビ系列 テレビ朝日系列 | 月曜 - 金曜 12:00 - 13:00 | 同時ネット | 放送終了時点ではNNSには非加盟 |
| 鹿児島県      | 鹿児島テレビ（KTS）       | フジテレビ系列                               | 月曜 - 金曜 12:00 - 13:00 | 同時ネット | 1994年3月31日までは日本テレビ系列とのクロスネット局 |
| 沖縄県        | 沖縄テレビ（OTV）         | フジテレビ系列                               | 月曜 - 金曜 12:00 - 13:00 | 同時ネット | |
| 青森県        | 青森テレビ（ATV）         | TBS系列                                      | 月曜 - 金曜 16:45 - 17:45 | 遅れネット | 1983年10月3日から放送開始 放送終了時点では唯一の系列外のネット局 |

### 途中打ち切りのネット局
山形テレビ以外はいずれも遅れネット。
| 放送対象地域 | 放送局            | 放送当時の系列 | 備考                                                                                               |
| ------------ | ----------------- | -------------- | -------------------------------------------------------------------------------------------------- |
| 岩手県       | テレビ岩手（TVI） | 日本テレビ系列 | 1983年4月4日から1990年3月30日まで 1990年4月2日から1991年3月29日まで岩手県では未放送                |
| 山梨県       | 山梨放送（YBS）   | 日本テレビ系列 | 1985年10月から2002年9月27日まで                                                                    |
| 徳島県       | 四国放送（JRT）   | 日本テレビ系列 | 1986年3月31日から1987年3月27日まで                                                                 |
| 高知県       | 高知放送（RKC）   | 日本テレビ系列 | 1987年3月30日から1996年9月27日まで 1996年9月30日から1997年3月19日まで高知県では未放送              |
| 山形県       | 山形テレビ（YTS） | フジテレビ系列 | 1993年3月31日まで 1993年4月1日よりテレビ朝日系列 1993年4月1日から1997年3月14日まで山形県では未放送 |
| 山口県       | テレビ山口（tys） | TBS系列        | 1983年10月から2011年3月25日まで 1987年9月まではフジテレビ系列（FNSのみ加盟）とのクロスネット局     |
| 大分県       | 大分放送（OBS）   | TBS系列        | 1984年4月2日から1993年9月30日まで 1993年10月1日にテレビ大分（NNS/FNS双方加盟）へ放送権移行         |

### ネット局に関する備考
- 日本の放送対象地域32地区のうち、最大31局ネットで放送された番組である。1987年春の改編で最後の未ネット地域だった高知県の高知放送でネットを開始したが、入れ替わりに同改編で徳島県の四国放送でのネットが打ち切られたため、32地区すべてで放送された時期はなかった。
- 新潟総合テレビと福島テレビは、フジテレビのフルネット局になった1983年10月3日から同時ネットでの放送を開始している。いずれも他キー局の新局開局に伴う番組移行で、新潟総合テレビは『アフタヌーンショー』（テレビ朝日）、福島テレビは『スーパーダイスQ』（TBS）からの移行である。
- テレビ長崎は1983年7月11日開始[91] から1990年9月28日まで、夕方16時（のちに17時）に時差ネットが行われていた。この理由は当時日本テレビ系列とのクロスネット[注 56] で、日本テレビ系列のワイドショー番組（『お昼のワイドショー』→『午後は○○おもいッきりテレビ』）を開局当初より同時ネットしていた編成上の都合による。
- テレビ岩手と高知放送は、フジテレビ系列新局（岩手めんこいテレビ・高知さんさんテレビ）開局内定に伴う系列番組移行準備のため、両局開局の半年から1年ほど前に放送を終了している。
- 大分県で1984年4月2日からネットを開始するにあたり、本来のフジテレビ系列局のテレビ大分ではなく系列外の大分放送（TBS系列）で放送されていた理由はテレビ大分が当時、日本テレビ系列・テレビ朝日系列とのクロスネット局であり、開局当初より『テレビ朝日系列月-金曜12時台の情報番組』を同時ネットしていた編成上の都合による。この措置は、大分朝日放送開局に伴うテレビ大分のテレビ朝日系列脱退の1993年9月30日まで続いた[注 57]。現在に至るまで日本テレビ系列・フジテレビ系列のクロスネット局となったテレビ大分は、NNS加盟局[注 58] としては唯一当番組を最終回の2014年3月31日まで20年半に渡り同時ネットで放送した。
- 山形テレビにおける打ち切り後は4年間山形県では未放送だったが、1997年4月にさくらんぼテレビ開局に伴い山形県における放送を再開している[注 59]。
- 番組放送開始当初、沖縄テレビが視聴不可能だった沖縄県の宮古島と石垣島は宮古テレビ、石垣ケーブルテレビで一時期のみであるが、それぞれ午後に時差ネットしていた（2局とも、ネット局のロールには表示せず）。
- 仙台放送と秋田テレビは一時期、『十字屋テレビショッピング』（当時FNS系列の山形テレビ制作）を12時から放送するため、『いいとも!』を12時4分（『テレフォンショッキング』が開始する最初のCM明け）からの飛び乗りネットにしていた事がある。後に両局は、同番組を東海テレビ製作の昼ドラの後に時間移動させて、以降は『いいとも!』のフルネットが再開された。

### 番組予告（クロスプログラム）
テレビ大分以外はフジテレビ系列のフルネット局。
- 1998年10月から番組最終回まで、本番組の前に生放送されるニュース番組『FNNスピーク』放送終了後の11:57:15から11:57:30には、一部系列局を除き「次の番組は…」として、当番組のクロスプログラムが放送されている（番組テーマ曲『ウキウキWATCHING』のインストルメンタルがBGMとして流れている）。ただし、2008年まで1月第3もしくは第2月曜日は『ソニーオープン・イン・ハワイ』を10:00 - 12:00まで生放送していた（この日は『スピーク』自体も放送休止）ため、放送されなかった。
- また、これとは他に番組開始数年間と2004年7月以降、エンディング放送終了後にも翌日（または、来週月曜日か『増刊号』）の予告スポットが5秒程度行われている（同じく番組テーマ曲『ウキウキWATCHING』のアウトロ部分がBGMとして流れている）。
- 『スピーク』のエンディング部分が放送されている地域では、北海道文化放送、テレビ新広島を除き『いいとも!』のクロスプログラムも放送されている。
  - また、これらのコーナーをネットしない局では、高知さんさんテレビは、番組放送終了後ステーションブレイクを挟んでから、新潟総合テレビはミニ番組『NSTくらしの情報』を放送した後『いいとも!』のクロスプログラムを放送している。
- 関西テレビでも、2006年1月6日より、『いいとも!』のクロスプログラムを放送していたが、実質1か月間も放送せずに終了。
- 新潟総合テレビと高知さんさんテレビは、『スピーク』のエンディング部分の放送がないが、新潟総合テレビでは『NSTくらしの情報』放送後に、高知さんさんテレビでは（ローカル出しの）エンディングの後『ステーションブレイク』を挟んでクロスプログラムを放送している。
- 2012年6月4日放送分から、エンディング部分で毎回行われている『曜日対抗いいともCUP』のコーナー開始の前に、2012年7月21日（土曜日）の18:30から翌日22日（日曜日）の20:54（JST）までの2日間、当番組をベースとした『FNS27時間テレビ』の放送が間近となったため、30秒間の視聴者からの募集番宣スポットの放送が開始されていた。

## スタッフ

### 最終回時点
- 構成：
  - （月曜日）樋口卓治、天野慎也、横山雄一郎、今村クニト、飯田延孝
  - （火曜日）酒井健作、大井達朗、三木聡（ブレーン）
  - （水曜日）小野高義、金森直哉、桝本壮志、大平尚志、大野ケイスケ
  - （木曜日）樅野太紀、大井洋一、酒井義文、宮森亮、浅井哲郎
  - （金曜日）都築浩、鈴木おさむ、くらなり、山内正之、野々村友紀子
- スーパーバイザー：高平哲郎、鶴間政行
- 音楽：鷺巣詩郎、伊藤銀次
- 編成：夏野亮
- 広報：小中ももこ
- AP：黒柳法子
- 監修：黒木彰一
- オブサーバーD：印田弘幸・鈴木剛（チェリーズ）
- 制作プロデューサー：及川俊明・伊戸川俊伸（オイコーポレーション）
- プロデューサー：春名剛生、上野貴央、河本晃典
- ディレクター：
  - （月曜日）木月洋介
  - （火曜日）中川将史
  - （水曜日）鈴木善貴
  - （木曜日）山田賢太郎
  - （金曜日）高橋正尚
- チーフプロデューサー：中嶋優一
- スタッフ協力：日放、オイコーポレーション[注 62]
- 技術協力：スタジオアルタ
- 制作協力：田辺エージェンシー
- 制作：フジテレビバラエティ制作センター
- 制作著作：フジテレビ

### 歴代スタッフ
- 構成：永井準、廣岡豊、岩立良作、鈴木しゅんじ、清水東、大倉利晴、谷口秀一、加藤芳一、藤沢めぐみ、内田英一、内村宏幸、中村健太郎、野中浩之、安達元一、元祖爆笑王、松井洋介、鈴木工務店、舘川範雄、田中直人、おちまさと、齋藤貴義、渡辺真也、長谷川朝二、福田雄一、桜井慎一 、ほか
- スーパーバイザー：板坂尚
- 振付け：土居甫
- デザイン：山本修身
- AP・プロデューサー：櫟本憲勝、原田冬彦、濱野貴敏、北口富紀子
- ディレクター：三宅恵介、佐藤義和、荻野繁、山縣慎司、小林豊、永峰明、大野三郎、木村基子、大平司、平林長務、星野淳一郎、吉田正樹、小須田和彦、上田建、荒井昭博、片岡飛鳥、清水淳司、笠井雅旭、佐久間茂、小松純也、櫟本憲勝、松村匠、徳光芳文、原田冬彦、金子剛、金子傑、亀高美智子、吉澤聡史、濱野貴敏、伊藤征章、渡辺琢、小仲正重[注 63]、明松功、出口敬生、飯村徹郎、宮崎鉄平、谷口大二、名城ラリータ、熊澤美麗、古澤光広、木村剛、庄司裕暁 ほか
- 歴代プロデューサー・チーフプロデューサー：横澤彪 → 佐藤義和・荻野繁 → 山縣慎司・鈴木恵悟 → 荒井昭博 → 坪田譲治 → 石井浩二 → 清水泰貴 → 黒木彰一 → 塩谷亮（演出兼務）

## 関連商品

### 書籍
- フジテレビ編『タモリの笑っていいとも! 世界にひろげよう友だちの輪ッ part1』（サンケイ出版、1983年、ISBN 4-383-02256-1）
- フジテレビ編『タモリの笑っていいとも! 世界にひろげよう友だちの輪ッ part2』（サンケイ出版、1983年、ISBN 4-383-02272-3）
- フジテレビ編『タモリの笑っていいとも! 世界にひろげよう友だちの輪ッ part3』（サンケイ出版、1983年、ISBN 4-383-02287-1）
- フジテレビ編『タモリの笑っていいとも! 世界にひろげよう友だちの輪ッ part4』（サンケイ出版、1984年、ISBN 4-383-02311-8）
- フジテレビ編『タモリの笑っていいとも! 世界にひろげよう友だちの輪ッ part5』（サンケイ出版、1984年、ISBN 4-383-02320-7）
- フジテレビ編『タモリの笑っていいとも! 世界にひろげよう友だちの輪ッ part6』（サンケイ出版、1984年、ISBN 4-383-02332-0）
- 笑っていいとも!殺人事件 名探偵タモリ誕生する（サンケイ出版、1986年3月、ISBN 978-4383024662）
- タモリ、笑福亭鶴瓶『タモリ鶴瓶のおぼえてるでェ!』（フジテレビ出版、1987年、ISBN 4-594-00180-7）
- タモさん、トコさんの金言・格言色紙でどうじょ!（ベストセラーズ、1989年1月、ISBN 978-4-584-00681-8）
- タモさん、トコさんの金言・格言色紙でどうじょ! Part2（ベストセラーズ、1989年6月、ISBN 978-4-584-00697-9）
- タモリ・ウッチャンナンチャンの世紀末クイズ それ絶対やってみよう（フジテレビ出版、1991年8月、ISBN 978-4-594-00793-5）
- タモリの、ダウンタウンも世紀末クイズ それ絶対やってみよう2（フジテレビ出版、1991年12月、ISBN 978-4-594-00854-3）
- タモリ・ウッチャンナンチャンのダウンタウンもみんないっしょに世紀末クイズ それ絶対やってみよう3（フジテレビ出版、1992年4月、ISBN 978-4-594-00925-0）
- 笑っていいとも!編『タモリの世紀末伝説 関根くん家とマチャミん家のおかしな人々』（フジテレビ出版、1993年12月、ISBN 978-4-594-01321-9）
- 世紀末ゲーム 爆笑!オールスタータモリンピック（フジテレビ出版、ISBN 978-4-594-01080-5、1992年11月）
- 笑っていいとも!あー（学研、ISBN 978-4-05-400933-2、1997年11月）
- LOVE LETTERS すばらしいラブレターの世界（ワニブックス、ISBN 978-4-8470-3269-1、1997年12月）
- 森田一義アワー 笑っていいとも! 秘密のつながりグランプリ（興陽館、ISBN 978-4-87723-128-6、1998年12月）
- 森田一義アワー 笑っていいとも! インスタントイングリッシュ〜おばちゃん海外輸出計画〜（フジテレビ出版・扶桑社出版、ISBN 4-594-02711-3、1999年5月30日）
- 森田一義アワー 笑っていいとも!「Mr.ビジョアル」写真集（ISBN 978-4-83425-203-3、集英社・ホーム社、1999年6月17日）
- 森田一義アワー 笑っていいとも!超変身ビフォー・アフターコンテスト（ISBN 978-4-59-402907-4、フジテレビ出版、2000年5月）
- 科学実験で笑っていいとも!（学研マーケティング（学研M文庫）、ISBN 978-4-05-902015-8、2000年11月）
- 森田一義アワー 笑っていいとも! 曜日対抗いいとも選手権!!BESTゲーム集88（河出書房新社、ISBN 978-4-309-26596-4、2002年10月20日）
- 目指せ!達筆王〜すぐに上達する132のコツ〜（扶桑社、ISBN 4-594-05113-8、2006年3月23日）
- 私服だらけの『中居正広増刊号』〜輝いて〜（扶桑社、ISBN 978-4-594-06018-3、2009年8月18日）
- 恋していいとも!あるある川柳（扶桑社刊、ISBN 978-4-594-06270-5、2010年9月17日）
- 私服だらけの『中居正広増刊号』〜輝いてPart2〜（扶桑社、ISBN 978-4-594-06733-5、2012年12月11日）
- 私服だらけの『中居正広増刊号』〜輝いてPart3〜（扶桑社、ISBN 978-4-594-06740-3、2013年1月15日）
- 嫁タレVSハライチ澤部 夢の炊き込みご飯 夢炊き屋 レシピ（扶桑社、ISBN 978-4-594-06936-0、2013年10月22日）
- 私服だらけの『中居正広増刊号』〜輝いてPart4〜（扶桑社、ISBN 978-4-594-07034-2、2014年4月18日）

### グッズ
- フジテレビ本社屋7階「エフアイランド」、東京駅、東名高速海老名SA（上り線）[注 64] などにあるフジテレビショップでは、上記に紹介した書籍（絶版除く）や「青汁まんじゅう」など、いいとも!関連グッズを販売していた（番組終了と前後する形で完売となっており、現在は入手不可能）。

### CD
- 笑っていいとも!コンピレーション・マイクロミニアルバム 発表!知らなきゃイケない!?最新ワード展覧会（2010年5月12日CD発売）

### テレビゲーム
- 笑っていいとも!タモリンピック（アテナ、スーパーファミコン、1994年4月28日発売）

このゲームではタモリンピック限定のレギュラータレントになって、1年間さまざまなゲームに挑戦していく内容に改変されている。挑戦できるゲームは全部で19種類であり、そのほとんどがゲーム独自の内容になっており、中には著名人の顔写真を使った記憶ゲームもある。各季節ごとに4種類のゲームに挑戦して合計スコアで競うようになっているが、行うゲームはスロットで決まるため、運が悪いと同じゲームに連続で挑戦することになることもある。どのゲームにも合格の基準が定められており、これを下回ると番組降板となる。